# Streptopogon clavipes
Streptopogon clavipes är en bladmossart som beskrevs av Richard Spruce och Mitten 1869. Streptopogon clavipes ingår i släktet Streptopogon och familjen Pottiaceae. Inga underarter finns listade i Catalogue of Life.